# Lügenmarsch
Lügenmarsch ist eine EP der deutschen Rockband Böhse Onkelz. Sie besteht überwiegend aus Liedern des Vorgängeralbums Kneipenterroristen und erschien im Sommer 1989 über das Label Metal Enterprises.

## Entstehungsgeschichte
Metal Enterprises entschlossen sich 1989, eine Picture Disc der Böhsen Onkelz zu veröffentlichen, und setzten die Band unter Druck. Diese wollte sich eigentlich auf ein neues Album konzentrieren, um aus dem Vertrag mit Nowotny herauszukommen. Schließlich gaben sie allerdings dem Druck der Plattenfirma nach. Labelchef Ingo Nowotny wählte vier Lieder des Vorgängeralbums Kneipenterroristen und drei Lieder, die bei den Aufnahmesessions eingespielt wurden, aber noch nicht veröffentlicht worden waren.

## Covergestaltung
Das Cover der EP zeigt ein schwarz-weißes Foto der vier Bandmitglieder. Im oberen Teil des Bildes stehen die Schriftzüge Lügenmarsch und Böhse Onkelz.

## Titelliste
| # | Titel                | Länge |
| - | -------------------- | ----- |
| 1 | Ein guter Freund     | 3:00  |
| 2 | Könige für einen Tag | 4:09  |
| 3 | Lügenmarsch          | 4:26  |
| 4 | Freddy Krüger        | 4:13  |
| 5 | Guten Tag            | 4:35  |
| 6 | Tanz der Teufel      | 4:15  |
| 7 | Religion             | 3:47  |

## Versionen
Ursprünglich war die EP als reine Picture Disc konzipiert. Diese wurde in 23 verschiedenen Versionen gepresst, zuletzt 1999. Die A-Seite zeigt ein altes Bandfoto der Böhsen Onkelz, die B-Seite zeigt die Produktinformationen. Trotz des Vorhabens, nur eine Vinylversion zu veröffentlichen, wurde bald darauf auch eine CD-Version gepresst, die statt des Farbfotos ein schwarz-weißes als Cover hatte.
Die Onkelz haben es nach einem jahrelangen Rechtsstreit geschafft, die Rechte an diesem Album zurückzuerlangen. Das Album wurde daraufhin auf dem Onkelz-eigenen Label Regel23 Recordings neu aufgelegt.

## Informationen zu einzelnen Liedern
Könige für einen Tag
Die in diesem Song erwähnte Fraa Rauscher war ein Stadtoriginal von Frankfurt am Main und Gegenstand mehrerer Mundartlieder. In der Klappergasse in Frankfurt steht heute ein Brunnen zu ihren Ehren.
Lügenmarsch
Genau wie „Könige für einen Tag“ sollte auch „Lügenmarsch“ zuerst auf dem Album „Kneipenterroristen“ erscheinen. In diesem Song findet sich ein erster Seitenhieb gegen die Presse („Für die Leute von der Presse und so, noch ein paar Lügen für die Zeitung auf’m Klo“).
Ein guter Freund
Ein guter Freund wurde später als CD-Bonustrack für das Album Kneipenterroristen verwendet. Es ist eine Coverversion eines Liedes aus dem Film Die Drei von der Tankstelle.